# 羅文 (導演)
羅文（1950年1月1日—2020年5月8日），原名羅興文，祖籍廣東，生於澳門，香港導演，也擔任監製、策劃、美術等工作。他在2020年5月8日因心臟衰竭病逝，終年70歲。

## 生平與事業
1966年進入邵氏兄弟電影公司，任化妝師工作，期間認識了同在邵氏工作之吳思遠，因志趣相投，便成為了好朋友及日後之好拍檔。1972年吳思遠成立了「思遠影業公司」，便把羅文由邵氏拉出來一起工作。期問參與拍攝多部電影，包括：梁小龍主演《生龍活虎》、《小英雄》、《羅馬大綁票》等多部動作系列影片。
1975年曾担任吳思遠及袁和平之副導演工作，其中拍攝了《廉政風暴》、《七伯萬大劫案》、《李小龍傳奇》及成龍主演，袁和平導演的《醉拳》等多部電影。
1980年轉任導演，期間拍攝了多部叫好叫座的不同類形電影，包括：《阿燦當差》、《退休探長》、《獵鷹計劃》、《義蓋雲天》等。
1990年與編劇黄炳耀合組凱田電影公司。
1990年-2009年期間除了担任導演之工作外，曾為多部影片担任監制、策劃等工作，如：澤東公司，王家衛導演之《東邪西毒》、《東成西就》、《重慶森林》、《墮落天使》、《花樣年華》、《春光乍洩》、《天下無雙》等。其它公司：《新喋血雙雄》、《1/2次同床》、《蘭桂坊七公主》、《還我情心》等，同時更為部份上述電影發行海外上映，包括：台灣、星馬泰、印尼、韓國、澳洲、美加等地區。

## 執導電影
- 1980年：《蛇貓鶴混形拳》 (Lackey and the Lady Tiger)：恬妞、火星、石堅
- 1981年：《阿燦當差》 (The Sweet and Sour Cops)：鄭則士、廖偉雄、鄭麗芳、黃造時
- 1982年：《摩登雜差》 (The Sweet and Sour Cops Part II)：鄭則士、廖偉雄、葉德嫻、陳玉蓮、劉丹、陳鴻烈
- 1983年：《退休探長》 (Gun Is Law)：陳欣健、岑健勲、黃韻詩、黃錦燊
- 1986年：《義蓋雲天》 (A Hearty Response)：周潤發、王祖賢、呂方、潘麗賢、秦沛、李香琴
- 1988年：《獵鷹計劃》 (Walk On Fire)：劉德華、鍾楚紅、呂良偉、劉紹銘、鄭則士
- 1989年：《捉鬼大師》 (Vampire Buster)：張學友、鄭則士、馮淬帆、陳亦詩、陳百祥、梁韻蕊、紅薇
- 1990年：《無名家族》又名《決死英雄戰》 (Family Honor)：王祖賢、林俊賢、成奎安、莫少聰、苗僑偉、林建明、柯受良、吳耀漢、羅烈
- 1991年：《賊聖》 (Scheming Wonders)：李元霸、黃一山、梅小慧、吳毅將、蔣志光
- 1994年：《新大小不良》 (Bloody Brothers)：張衛健、鄭則仕、童彤、翁虹、何家駒
- 1994年：《倫文敘老點柳先開》又名《流氓狀元》 (The Kung Fu Scholar)：郭富城、張偉健、周慧敏、吳孟達、梁家仁、梁家輝、周文健、夏萍、安德尊、苑瓊丹、鄧兆尊
- 1994年：《人魚傳說》 (Mermaid Got Married)：鄭伊健、金城武、鍾麗緹、鄭則士、麥家琪
- 1996年：《1/2次同床》又名《大話情人》 (Thanks for Your Love)：劉德華、關之琳、陶大宇、李婉華、宮雪花、葉德嫻

## 外部連結
- 羅文在互联网电影资料库（IMDb）上的資料（英文）（英文）
- 在AllMovie上羅文的頁面（英文）
- 羅文在香港影庫上的簡介